# Paranerita trinitatis
Paranerita trinitatis là một loài bướm đêm thuộc phân họ Arctiinae, họ Erebidae.